# Rusia la Concursul Muzical Eurovision 2010
Rusia participă la concursul muzical Eurovision 2010 și și-a desemnat reprezentantul printr-un concurs național. Finala concursului a avut loc la 7 martie 2010 și a câștigat Piotr Nalici cu melodia Lost and Forgotten.